# Gösta Nordström
Nils Gösta Nordström, född 2 januari 1904 i Fleninge församling, död 29 februari 1976 i Borås, var en svensk fotbollsspelare.
Nordström representerade på klubbnivå IF Elfsborg, och spelade mellan 1930 och 1932 fyra A-landskamper för Sverige (inga mål). Han är gravsatt på S:t Sigfrids griftegård i Borås.